# Melanopareia
Melanopareia, és un gènere d'ocells d'Amèrica del Sud. Durant molt de temps va ser classificats en la família dels rinocríptids (Rhinocriptidae), però aquesta ubicació va ser qüestionada, i en 2007 es va situar en la seva pròpia família, la dels melanopareids (Melanopareiidae) pel South American Classification Committee. Subseqüentment la família va ser acceptada pel Congrés Ornitològic Internacional, la Clements Checklist. i el Handbook of the Brids of the World.

## Morfologia
Els melanopareids fan 14–16 cm de llargària, amb un pes de 16–23 g i cues relativament llargues si les comparem amb els rinocríptids. El plomatge és sorprenent, amb una distintiva banda que li creua el pit.

## Hàbitat i distribució
Són ocells de matoll àrid. Dues de les espècies, Melanopareia torquata i Melanopareia maximiliani es distribueixen per una ampla zona a través del centre i sud del Brasil, Bolívia, el Paraguai i Argentina, mentre les altres dues tenen distribucions molt més restringides a Perú i l'Equador.

## Alimentació
Generalment s'alimenten a terra, però no hi ha bons registres de la dieta.

## Reproducció
Es coneix molt poc del comportament d'aquest gènere. De l'única espècie que se sap alguna cosa és M.maximiliani. Els membres d'aquesta espècie són criadors estacionals. El niu té forma d'una tassa de 15 cm d'alçada, feta de fibres vegetals i fulles de palmera, amagada entre herbes o arbusts baixos, prop del terra. La posta és de dos o tres ous, blancs amb petites taques negres.

## Taxonomia
Segons l'IOC i la Clements Checklist, el gènere conté cinc espècies:
- Pit de lluna del Brasil - Melanopareia torquata
- Pit de lluna de doble collar - Melanopareia bitorquata
- Pit de lluna del Chaco - Melanopareia maximiliani
- Pit de lluna del Marañón - Melanopareia maranonica
- Pit de lluna elegant. - Melanopareia elegans

Tanmateix, tot i haver un estudi que recomana reconèixer M. bitorquata com espècie de ple dret, la Clements Checklits i el HBW consideren que és una subespècie de M. torquata.